# Monometylohydrazyna
Monometylohydrazyna, MMH, CH
3N
2H
3 – organiczny związek chemiczny, lotna pochodna hydrazyny. Wykorzystywana jako paliwo hipergolowe w silnikach rakietowych. W śladowych ilościach występuje w pieczarce dwuzarodnikowej (Agaricus bisporus) oraz w piestrzenicy kasztanowatej (Gyromitra esculenta).